# Insulinresistenz-Syndrom Typ A
Das Insulinresistenz-Syndrom Typ A ist eine sehr seltene angeborene Erkrankung mit den Hauptmerkmalen Hyperinsulinämie, Acanthosis nigricans und Zeichen eines Hyperandrogenismus.
Synonyme sind: Diabetes mellitus, insulin-resistant, with acanthosis nigricans; Insulin Receptor, Defect in, with Insulin-Resistant Diabetes mellitus and Acanthosis nigricans; Diabetes mellitus, insulin-resistant, with acanthosis nigricans Type A
Die Bezeichnung wurde vom US-amerikanischen Arzt C. Ronald Kahn und Mitarbeitern im Jahre 1976 vorgeschlagen.

## Verbreitung
Die Häufigkeit wird auf 1:100.000 geschätzt, die Vererbung erfolgt autosomal-dominant, eventuell auch autosomal-rezessiv.

## Ursache
Der Erkrankung liegen in einem Teil der Fälle Mutationen im INSR-Gen im Chromosom 19, Genort p13.2 zugrunde, welches für die Tyrosinkinase kodiert.

## Klinische Erscheinungen
Klinische Kriterien sind:
- Manifestation im Kindes- bzw. Jugendalter
- Diabetes mellitus mit Insulinresistenz
- Acanthosis nigricans
- Hyperandrogenämie bei jungen Frauen ohne Lipodystrophie und ohne Übergewicht

Es besteht eine Assoziation mit dem Polyzystischen Ovar-Syndrom oder der Hyperthecosis ovarii.
Mitunter finden sich zusätzlich Gesichtsveränderungen wie bei Akromegalie und Muskelkrämpfe.

## Diagnose
Im Vordergrund der klinischen Diagnose stehen bei jungen Frauen die Auswirkungen der Hyperandrogenämie, bei jungen Männern die Insulinresistenz und Acanthosis nigricans.

## Differentialdiagnose
Abzugrenzen sind andere Erkrankungen aus der Gruppe der extrem insulin-resistenten Syndrome:
- Leprechaunismus
- Lipodystrophien
- Rabson-Mendenhall-Syndrom
- Insulinresistenz-Syndrom Typ B (bei älteren Frauen mit nachweisbaren Antikörpern gegen Insulinrezeptoren)
- HAIR-AN-Syndrom

## Therapie
Die Behandlung bezieht sich auf den Diabetes, s. dort.